# Goriče pri Beljaku
Goriče pri Beljaku (nemško Goritschach) je naselje Statutarnega mesta Beljak na Koroškem v Avstriji.